# Крушение судна в Конго (2024)
12 июня 2024 года на реке Ква, в одном из притоков реки Конго в провинции Маи-Ндомбе на западе Демократической республики Конго затонуло судно, где погибли по меньшей мере 86 человек, в том числе 21 ребенок.

## История
Два судна вышли из порта города Муши в общей сложности с 272 пассажирами на борту во второй половине дня. Спустя 6 часов у одного из них заглох двигатель, в темноте судно наскочило на камни и затонуло. Из двух судов берега достигли 185 человек. Ведется поиск остальных. По некоторым сведениям, все пропавшие без вести погибли.

## Расследование
Президент ДРК Феликс Чисекеди поручил правительству провести расследование и установить причину крушения судна, а также принять все меры для исключения подобных инцидентов в будущем.